# توني هاو
توني هاو (بالإنجليزية: Tony Howe)‏ (14 فبراير 1939 في المملكة المتحدة - ) هو لاعب كرة قدم بريطاني في مركز جناح ‏. لعب مع كولتشستر يونايتد ونادي ساوثيند يونايتد وF.C. Clacton ‏ وHaverhill Rovers F.C. ‏.